# Nasz Głos
Nasz Głos (do 1946 Głos Prądnika) – tygodnik regionalny ukazujący się w latach 1945–1947. Jego siedziba znajdowała się w Prudniku przy ulicy Armii Czerwonej 13. Swoim zasięgiem obejmował powiat prudnicki, raciborski, nyski, kozielski, grodkowski, niemodliński i głubczycki. Było to czasopismo bezpartyjne i chrześcijańskie.

## Historia

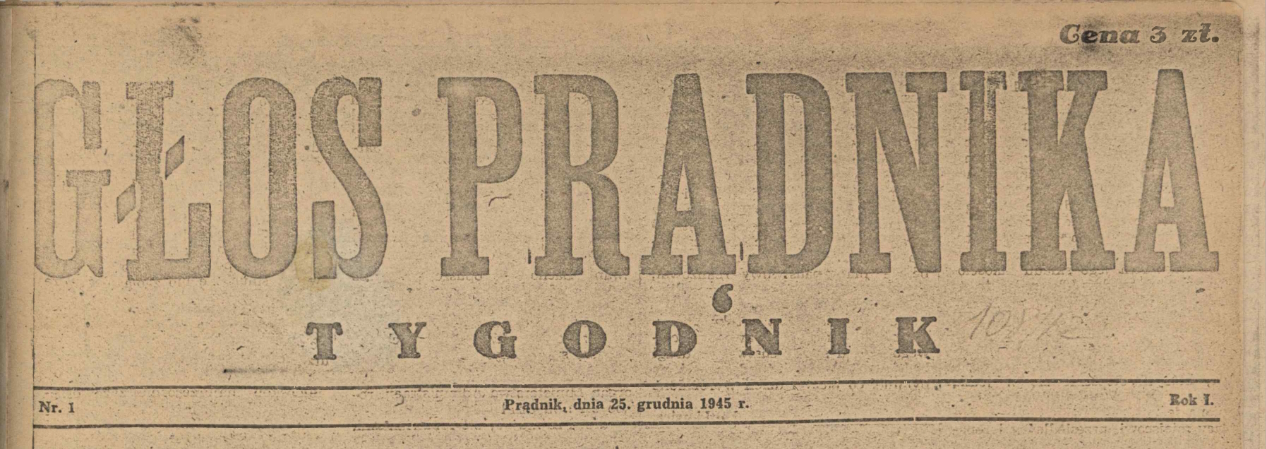
Winieta pierwszego numeru „Głosu Prądnika”

Pierwsze wydanie gazety ukazało się 25 grudnia 1945. Nosiła wówczas nazwę „Głos Prądnika”. Jej redaktorem naczelnym był Czesław Żelazny. Było to pierwsze pismo regionalne po wojnie na Ziemiach Odzyskanych pisane w języku polskim. Była organem Powiatowego Komitetu Osadniczego. W gazecie opisywane były informacje z obejmowanych przez nią powiatów, a także, między innymi, opowieści mieszkańców Prudnika sprzed II wojny światowej. Odbyła się w niej również dyskusja dotycząca zmiany nazwy miasta z Prądnik na Prudnik w 1946.
W wydaniu gazety z 28 kwietnia 1946 zamieszczono informację o zmianie nazwy czasopisma na „Nowiny Śląskie”. 30 czerwca 1946 nazwa została jednak zmieniona na „Nasz Głos”, a jej redaktorem naczelnym został Kazimierz Kanwiszer. Jej wydawcą była Spółdzielnia Wydawnicza „Promień” w Prudniku. Ostatnie wydanie gazety miało miejsce 30 kwietnia 1947.